# Dos molinos y una compuerta abierta cerca de Singraven
Dos molinos y una compuerta abierta cerca de Singraven es un cuadro del pintor Jacob Ruysdael, realizado entre los años 1650-1652, que se encuentra en la  National Gallery de Londres.
Fiel en la representación de la realidad, Ruysdael realiza un cuadro en el que refleja uno de los paisajes característicos de su país.